# زنگ‌آوای سرسیاه
زنگ‌آوای سرسیاه (نام علمی: Laniarius erythrogaster) نام یک گونه از تیره سنگ‌چشم بیشه است.